# Xiphidiopsis sjostedti
Xiphidiopsis sjostedti är en insektsart som beskrevs av Heinrich Hugo Karny 1927. Xiphidiopsis sjostedti ingår i släktet Xiphidiopsis och familjen vårtbitare. Inga underarter finns listade i Catalogue of Life.